# Manuale del perfetto papà
Manuale del perfetto Papà è un manuale del 2001 dello scrittore italiano Aldo Busi.

## Contenuti
Con un po' di umorismo e un po' di provocazione in questo testo Busi fornisce delle dritte ai papà di oggi, alle prese con la realtà moderna, ma ancora influenzati da un'antica tradizione maschilista di stampo patriarcale.

## Edizioni
- Manuale del perfetto papà (beati gli orfani), Milano, Mondadori, 2001.